# 诺敏镇
诺敏镇，是中华人民共和国内蒙古自治区呼伦贝尔市鄂倫春自治旗下辖的一个乡镇级行政单位。

## 行政区划
诺敏镇下辖以下地区：
旗原社区、猎民村、团结村、护林村、马克拉村、额尔肯村、胜利村、吉克腾迪村、兰巴库村、卧罗迪村、烟囱石村、海尔堤村、江北村、小二沟一村、小二沟二村、小二沟三村和小二沟四村。